# Francisco Gutiérrez Cabello

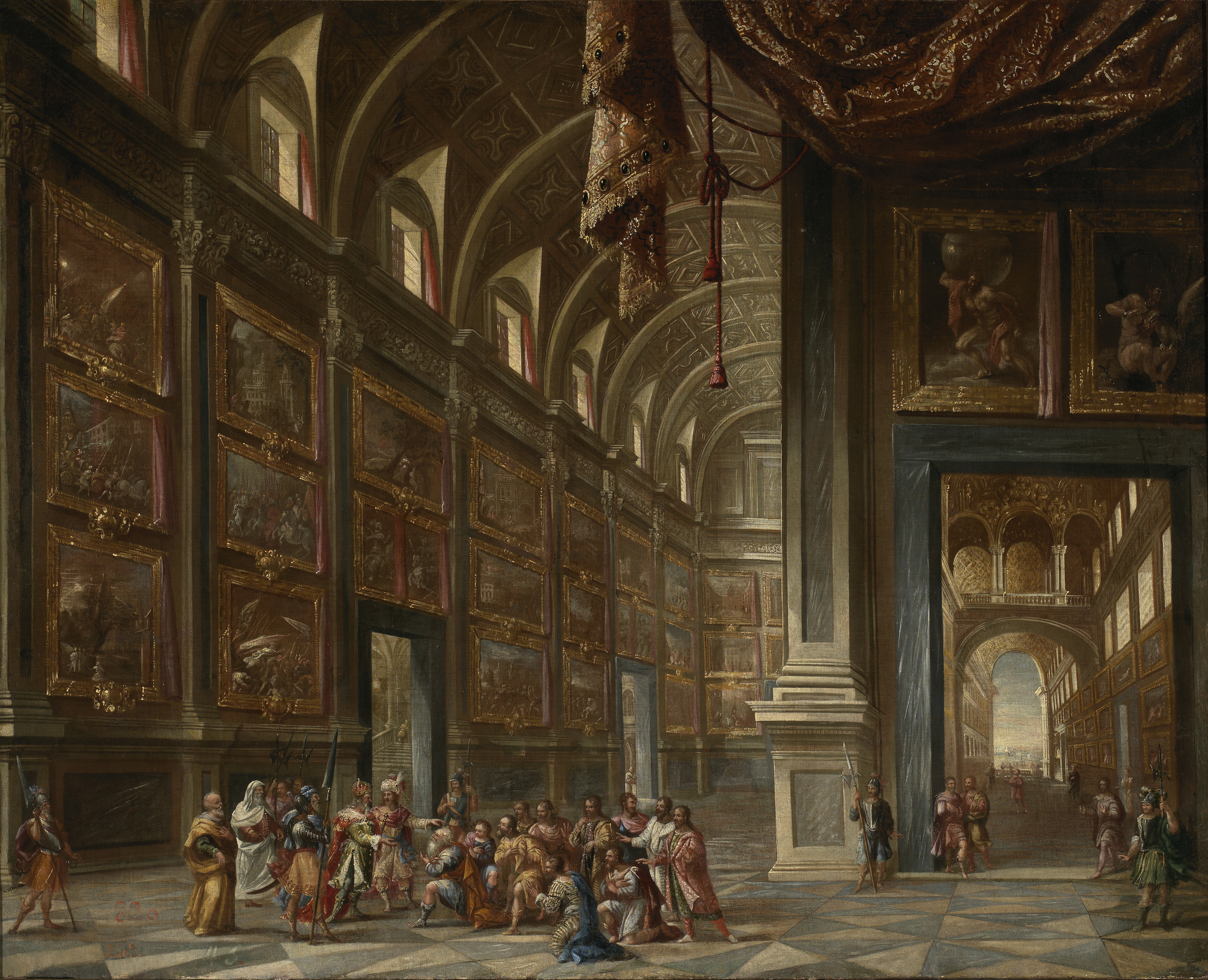
José presentando a su padre y sus hermanos al faraón, óleo sobre lienzo, 111 x 139,5 cm, Madrid, Museo del Prado.

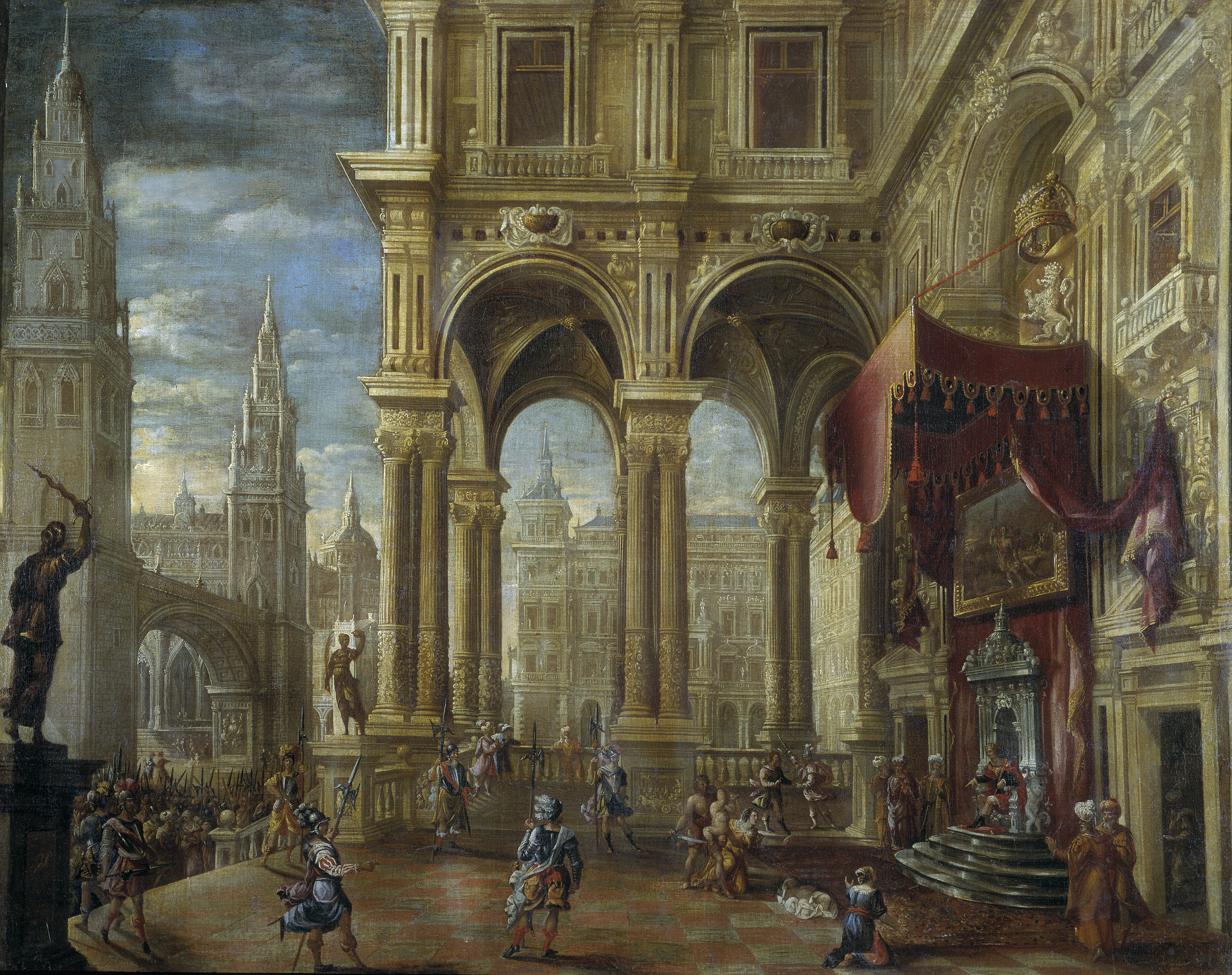
El juicio de Salomón, óleo sobre lienzo, 110 x 140 cm, Madrid, Museo del Prado.

Francisco Gutiérrez Cabello (c. 1616-1670), pintor barroco español especializado en la pintura de perspectivas arquitectónicas fantásticas con acompañamiento de historias tomadas generalmente de la Biblia.

## Biografía y obra
En las informaciones que se hicieron para la concesión del hábito de la Orden de Santiago a Velázquez (1658), prestando un testimonio enteramente favorable a las intenciones del sevillano, Gutiérrez declaró ser de edad de cuarenta y dos años y natural de Madrid, aunque originario «de la casa de su apellido en el valle de Barcena, montañas de Burgos». También declaraba conocer a Velázquez desde hacía 28 años, es decir, desde 1630 cuando Gutiérrez, con catorce años, se estaría formando como pintor, una formación de la que nada se sabe pero que, dada su especialización, podría haber tenido lugar en el taller de Juan de la Corte.
La primera obra firmada que se le conoce es, sin embargo, una Inmaculada en colección particular de Logroño, fechada en 1654, de composición bastante arcaica. Es posible, por tanto, que fuese el fracaso como pintor convencional el que determinase su orientación hacia la pintura de género. Y es en este aspecto en el que brilló, componiendo hábilmente amplias y ricas perspectivas arquitectónicas, aunque inspiradas generalmente en grabados de Hans Vredeman de Vries, en las que se desenvuelven numerosas y pequeñas figuras formando escenas tomadas de la Biblia y más raramente de la historia troyana. En este orden destacan las series de asuntos bíblicos y evangélicos de la Colegiata de Villagarcía de Campos, fechada en 1662, y la del convento del Cristo de la Victoria de Serradilla, de 1666. El número de pinturas de este carácter es relativamente abundante y en los últimos tiempos se han ido incorporando algunas más al catálogo de sus obras, generalmente firmadas con el anagrama FGz, como la Caída de Troya del Museo de Bellas Artes de Sevilla, el Hallazgo de Moisés del Museo de Bellas Artes de Bilbao, muy semejante a un asunto análogo conservado en el Palacio Real de Madrid, probablemente también suyo, o el no firmado Juicio de Salomón del Museo del Prado, próximo al lienzo de igual asunto de Villagarcía de Campos. A este museo pertenecen otras dos obras de Gutiérrez: José mostrando a su padre y sus hermanos al faraón y Proyecto de un templo, procedentes todas ellas de la colección real.
Se desconoce la fecha de su fallecimiento, pero en mayo de 1670 doña Clara de Tovar se decía ya su viuda.